# Michele Bravi
Michele Bravi (Città di Castello, 19 de diciembre de 1994) es un cantautor y actor italiano.

## Biografía
Él ganó la séptima edición de X Factor Italia. Su primera canción (La vita e la felicità) fue escrita por Tiziano Ferro.
Participó del festival de Sanremo en el año 2017, ocupando el cuarto lugar con el tema “Il diario degli errori”.

## Discografía

### Singles
| Año  | Título                 |
| ---- | ---------------------- |
| 2013 | La vita e la felicità  |
| 2014 | Sotto una buona stella |

## Premios y reconocimientos
- 2013 - X Factor Italia[3]